# Canadanthus
Canadanthus je monotipski biljni rod iz porodice glavočika cjevnjača smješten subtribus Symphyotrichinae, dio tribusa  Astereae.  
Jedina vrsta je C. modestus iz Kanade i američkim državama uz kanadsku granicu. To je borealna vrsta ograničena na hladne, sjeverne šume i močvare regije (kao Arrowhead). Lako se razlikuje od skupine Symphyotrichum po gustom pokrivaču žljezdanih dlačica na listovima, braktejama i cvjetnim peteljkama. Cvjetovi inače podsjećaju na “novoenglesku zvijezdu” (Symphyotrichum novae-angliae), koja ima (40 do 100+) zrakastih cvjetića i zlatnožuti disk.
Canadanthus modestus je zeljasta trajnica koja se širi pomoću podzemnih rizoma stvarajući velike kolonije. Ima nekoliko cvjetnih glavica, svaka s ružičastim ili ljubičastim zrakastim cvjetovima i bijelim ili žutim diskastim cvjetovima.
- C. modestus
- C. modestus
- C. modestus
- C. modestus

## Sinonimi
- Aster majus (Hook.) Porter; Mem. Torrey Bot. Club 5: 325 (1894)
- Aster modestus Lindl.; DC. Prod. 5: 231 (1834)
- Aster modestus var. major (Hook.) Muenscher; Fl. Whatcom 128 (1941)
- Aster mutatus Torr. & A.Gray; Fl. N. Amer. 2: 142 (1841)
- Aster sayianus Nutt.; Trans. Amer. Philos. Soc., ser. 2, 7: 294 (1840)
- Aster unalaschensis var. major Hook.; Fl. Bor.-Amer. 2(7): 7 (1834)
- Weberaster modestus (Lindl.) Á.Löve & D.Löve; Taxon, 31(2): 359 (1982)